# Norðurá (Hvítá)
Norðurá (isl. „północna rzeka”) – rzeka w zachodniej Islandii, prawy dopływ rzeki Hvítá. Wypływa z jeziora Holtavörðuvatn na płaskowyżu Holtavörðuheiði. Płynie w kierunku południowo-zachodnim doliną Norðurádalur aż do ujścia do Hvítá, około 6 km przed jej ujściem do zatoki Borgarfjörður. W tym miejscu do głównej rzeki uchodzi również jej lewobrzeżny dopływ Grímsá. W dolnym biegu znajdują się dwa wodospady Glanni i Laxfoss. Norðurá należy do islandzkich rzek zasilanych bezpośrednio z wód powierzchniowych. Norðurá ma 62 km długości, a jej dorzecze zajmuje powierzchnię 518 km².
Jedyną ważniejszą miejscowością nad rzeką jest Bifröst, w której mieści się Uniwersytet w Bifröst. Doliną rzeki biegnie główna krajowa droga nr 1, łącząca na tym odcinku Borgarnes z Blönduós.
Norðurá jest rzeką często odwiedzaną przez wędkarzy, zwłaszcza w celu połowu łososia.